# Skattefria Andersson
Skattefria Andersson är Sveriges Socialdemokratiska Arbetarpartis valfilm från 1954. Den regisserades av Per Gunvall och i rollerna ses bland andra Stig Järrel, Gaby Stenberg och Björn Berglund.

## Rollista
- Stig Järrel – Gustav Andersson, kallad Skattefria Andersson
- Gaby Stenberg – Inga, hans fru
- Björn Berglund – Pettersson, grannen
- Magnus Kesster – ena mannen vid vägspärren
- Börje Mellvig – försäljaren
- John Botvid – skolvaktmästaren
- Gull Natorp – fröken Holm, föreståndare för Fröknarna Holms Privatskola
- Elsa Ebbesen-Thornblad – hennes syster
- John Norrman – Gustav Anderssons far
- Hedvig Lindby – Amanda Andersson, Gustav Anderssons mor
- Börje Nyberg – läkaren
- Lucky Girls – sångtrion på postkontoret
- Jan Olov Andersson – Roffe, Anderssons son
- Monica Weinzierl – Monica, Anderssons dotter
- Roland Kärvestad – Pyret, Anderssons yngsta barn

Ej krediterade
- Eric von Gegerfelt – andra mannen vid vägspärren
- Kristina Adolphson – postkassörskan

## Om filmen
Filmen spelades in på våren 1954 i Svenska AB Nordisk Tonefilms ateljéer med exteriörer från Stockholm. Den fotades av Bengt Dalunde och klipptes sedan samman av Lennart Wallén. Produktionsledare var Lennart Landheim och arkitekt Bibi Lindström. Filmens exakta premiärdatum är inte känt, men det är troligt att detta ägde rum i augusti 1954 i samband med valrörelsen 1954. Filmen är svartvit.